# Valletta FC
Valletta Football Club (obecně známý jako Valletta) je maltský fotbalový klub sídlící ve Vallettě. Soutěží v Maltese Premier League, nejvyšší úrovni maltského fotbalu.

## Trofeje
- Maltská Premier League (25×)[1]
  - 1914/15, 1931/32, 1944/45, 1945/46, 1947/48, 1958/59, 1959/60, 1962/63, 1973/74, 1977/78, 1979/80, 1983/84, 1989/90, 1991/92, 1996/97, 1997/98, 1998/99, 2000/01, 2007/08, 2010/11, 2011/12, 2013/14, 2015/16, 2017/18, 2018/19
- Maltský Pohár (14×)[2]
  - 1959/60, 1963/64, 1974/75, 1976/77, 1977/78, 1990/91, 1994/95, 1995/96, 1996/97, 1998/99, 2000/01, 2009/10, 2013/14, 2017/18
- Maltský Superpohár (13×)[3]
  - 1990, 1995, 1997, 1998, 1999, 2001, 2008, 2010, 2011, 2012, 2016, 2018, 2019